# Peakes Road
Peakes Road est une communauté du Canada situé dans le comté de Kings, sur l'Île-du-Prince-Édouard. Elle se trouve au nord-ouest de Cardigan.